# 헬싱키 노동자회관

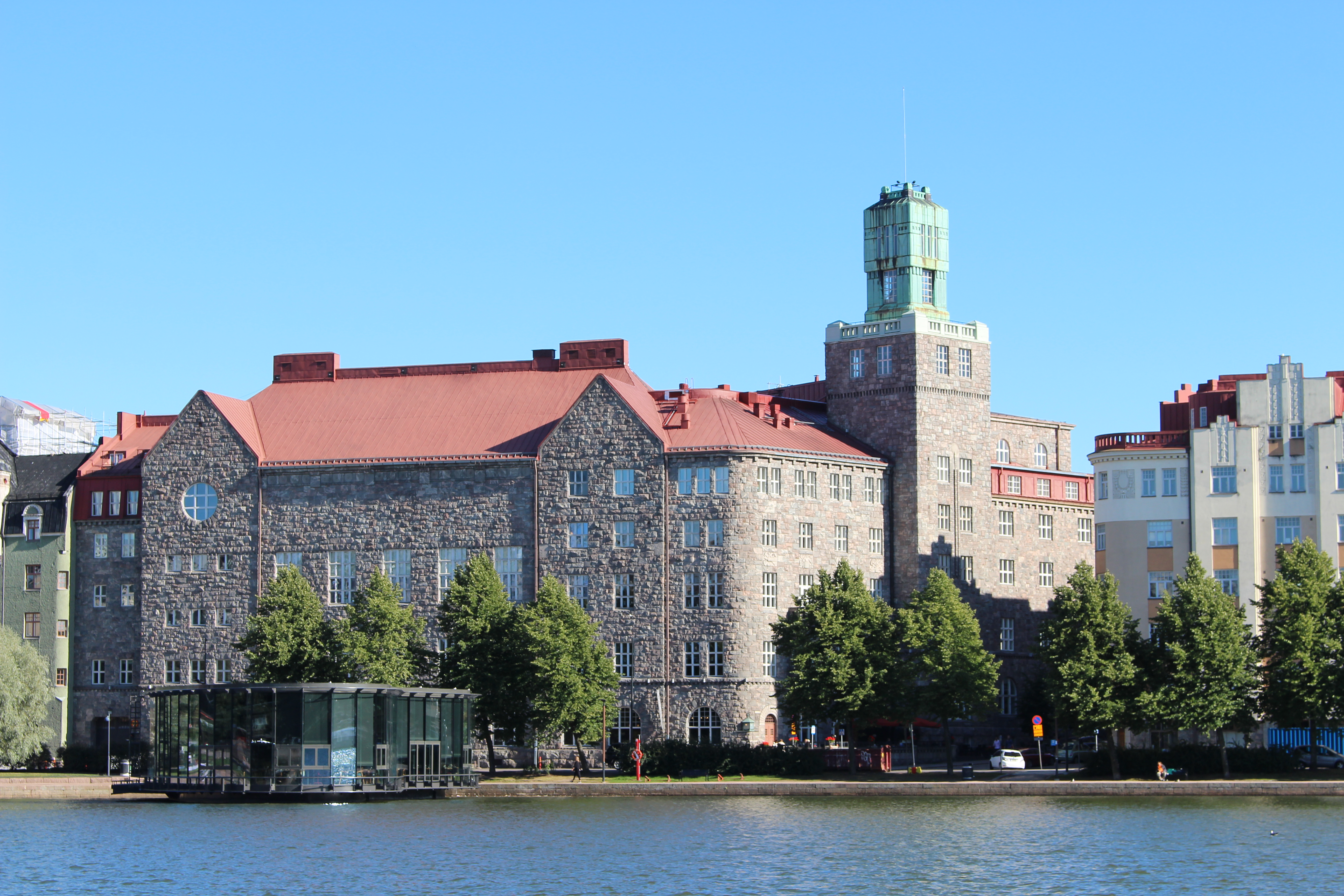

헬싱키 노동자회관(핀란드어: Helsingin työväentalo 헬싱긴 튀외배엔탈로[*])은 핀란드 헬싱키 하카니에미에 위치한 건물이다. "석탑"이라는 뜻의 파시토르니(핀란드어: Paasitorni)라는 별명으로도 불린다. 칼 린달이 설계한 아르누보 양식 건물이다. 회의장 30개, 식당 4개, 방 170개짜리 호텔 등을 포함하고 있다.
1908년 노동계급의 회의 및 여가를 위한 목적으로 개장되었다. 1918년 핀란드 내전 때 적핀란드 측이 본부로 사용했으며 첨탑에 붉은 제등을 걸어 혁명의 상징으로 삼았다. 헬싱키 전투 당시 백핀란드를 지원한 독일 제국군의 격렬한 포격을 받고 첨탑과 회의소가 심하게 파괴되어 전후 다시 지어졌다.